# Canton de Josselin
Pour les articles homonymes, voir Josselin.
Le canton de Josselin est une ancienne division administrative française, située dans le département du Morbihan et la région Bretagne.

## Composition
Le canton de Josselin regroupait les communes suivantes :
| Nom                   | Code Insee | Intercommunalité       | Superficie (km2) | Population (dernière pop. légale) | Densité (hab./km2) |
| --------------------- | ---------- | ---------------------- | ---------------- | --------------------------------- | ------------------ |
| Josselin (chef-lieu)  | 56091      | CC Ploërmel Communauté | 4,48             | 2 486 (2014)                      | 555                |
| La Croix-Helléan      | 56050      | CC Ploërmel Communauté | 14,40            | 882 (2014)                        | 61                 |
| Cruguel               | 56051      | CC Ploërmel Communauté | 17,17            | 637 (2014)                        | 37                 |
| Les Forges            | 56059      | Ploërmel Communauté    | 52,53            | 456 (2014)                        | 8,7                |
| La Grée-Saint-Laurent | 56068      | CC Ploërmel Communauté | 7,90             | 339 (2014)                        | 43                 |
| Guégon                | 56070      | CC Ploërmel Communauté | 53,52            | 2 300 (2014)                      | 43                 |
| Guillac               | 56079      | CC Ploërmel Communauté | 21,83            | 1 394 (2014)                      | 64                 |
| Helléan               | 56082      | CC Ploërmel Communauté | 7,87             | 360 (2014)                        | 46                 |
| Lanouée               | 56102      | Ploërmel Communauté    | 43,76            | 1 763 (2014)                      | 40                 |
| Quily                 | 56187      | CC Josselin Communauté | 5,39             | 349 (2013)                        | 65                 |
| Saint-Servant         | 56236      | CC Ploërmel Communauté | 22,40            | 813 (2014)                        | 36                 |

## Représentation

### Conseillers généraux de 1833 à 2015
| Période | Période          | Identité                                                                            | Étiquette            | Qualité |
| ------- | ---------------- | ----------------------------------------------------------------------------------- | -------------------- | --- |
| 1833    | 1842             | Joachim Joseph Marie Gaillard (1790-1848)                                           |                      | Notaire, ancien maire de Josselin                                                                                    |
| 1842    | 1860 (décès)     | Vicomte Alexandre François Joseph Rolland du Noday                                  |                      | Propriétaire du château de Penhoët à La Croix-Helléan Ancien maire de Mauron                                         |
| 1861    | 1864             | M. Le Gall                                                                          |                      | Propriétaire |
| 1864    | 1869 (décès)     | Fernand de Rohan-Chabot Prince de Léon                                              |                      | Pair de France |
| 1869    | 1886             | Charles de Rohan-Chabot Duc de Rohan Prince de Léon (1819-1893)-(fils du précédent) | Droite               | Propriétaire, maire de Josselin                                                                                      |
| 1886    | 1910             | Alain de Rohan-Chabot Prince de Léon (fils du précédent)                            | Droite               | Duc de Rohan, prince de Léon Maire de Josselin Député du Morbihan (1876-1914)                                        |
| 1910    | 1916             | Josselin de Rohan-Chabot (fils du précédent)                                        |                      | Duc de Rohan, prince de Léon Maire de Josselin Député du Morbihan (1914-1916)                                        |
| 1919    | 1940             | Hervé du Halgouët (1878-1955)                                                       | Conservateur         | Propriétaire, ancien officier de cavalerie, conseiller municipal de Guégon Nommé conseiller départemental en 1943    |
|         |                  |                                                                                     |                      | |
| 1943    | 1945             | Eugène Merlet                                                                       | Républicain national | Maire de Guégon, conseiller d'arrondissement Nommé conseiller départemental en 1943                                  |
|         |                  |                                                                                     |                      | |
| 1945    | 1982             | Yves du Halgouët (fils d'H. du Halgouët)                                            | RI                   | Agriculteur, châtelain de Tréganteur Maire de Guégon (1959-1983) Député du Morbihan (1958-1973)                      |
| 1982    | 1998 (démission) | Josselin de Rohan                                                                   | RPR                  | Maire de Josselin (1965-2001) Sénateur du Morbihan (1983-2011) Président du Conseil Régional de Bretagne (1998-2004) |
| 1998    | 2015             | Joseph Samson                                                                       | DVD                  | Clerc de notaire Maire de Guégon (1983-2014)                                                                         |

Un nouveau découpage territorial du Morbihan entre en vigueur à l'occasion des élections départementales de 2015. Il est défini par le décret du 21 février 2014, en application des lois du 17 mai 2013 (loi organique 2013-402 et loi 2013-403).

En vertu de ce nouveau découpage, le canton de Josselin fusionne avec ceux de Mauron, Ploërmel et La Trinité-Porhoët (auxquelles sont adjointes les communes de Lantillac et Monterrein) pour former le nouveau canton de Ploërmel, dont le bureau centralisateur est situé à Ploërmel.

### Conseillers d'arrondissement (de 1833 à 1940)
Le canton de Josselin avait deux conseillers d'arrondissement au XIXe siècle.
Il appartenait à l'arrondissement de Ploërmel jusqu'à sa disparition en 1926.
| Période                                  | Période      | Identité                                         | Étiquette                     | Qualité |
| ---------------------------------------- | ------------ | ------------------------------------------------ | ----------------------------- | --- |
| 1833                                     | 1842         | Jean François Camus (1788-1869)                  |                               | Marchand à Josselin                                                                                         |
| 1833                                     | 1836         | Jean François Nicolas (1783-1861)                |                               | Chirurgien major, médecin à Josselin                                                                        |
| 1836                                     | 1842         | Antoine Dominique Le Cottier                     |                               | Négociant, maire de Josselin                                                                                |
| 1842                                     | 1848         | Louis Aristide Gazeau des Boucheries (1807-1863) |                               | Propriétaire à Guégon                                                                                       |
| 1842                                     | 1845         | M. Jouan                                         |                               | Adjoint au maire de Lanouée                                                                                 |
| 1845                                     | 1848         | Jean François Nicolas                            |                               | Chirurgien major, médecin à Josselin                                                                        |
|                                          |              |                                                  |                               | |
| 1871                                     | 1885 (décès) | Vicomte Henri Rolland du Noday                   |                               | Propriétaire, maire de La Croix-Helléan                                                                     |
| 1885                                     | 1925         | Vicomte Hippolyte du Halgouët (1845-1933)        | Conservateur                  | Ancien officier, propriétaire à Tréganteur, Guégon Président du Conseil d'arrondissement                    |
| 1925                                     | 1931         | Joseph Berruyer                                  | Républicain démocrate Radical | Adjoint au maire de La Croix-Helléan                                                                        |
| 1931                                     | 1940         | Eugène Merlet                                    | Républicain national          | Maire de Guégon                                                                                             |
| 1940                                     |              |                                                  |                               | Les conseils d'arrondissement ont été suspendus par la loi du 12 octobre 1940 et n'ont jamais été réactivés |
| Les données manquantes sont à compléter. |              |                                                  |                               | |

## Démographie
| 1962   | 1968   | 1975   | 1982   | 1990   | 1999   | 2006   | 2011   | 2012   |
| ------ | ------ | ------ | ------ | ------ | ------ | ------ | ------ | ------ |
| 11 801 | 11 397 | 11 335 | 11 220 | 10 828 | 10 886 | 11 396 | 11 601 | 11 649 |